# Solomon Gundy

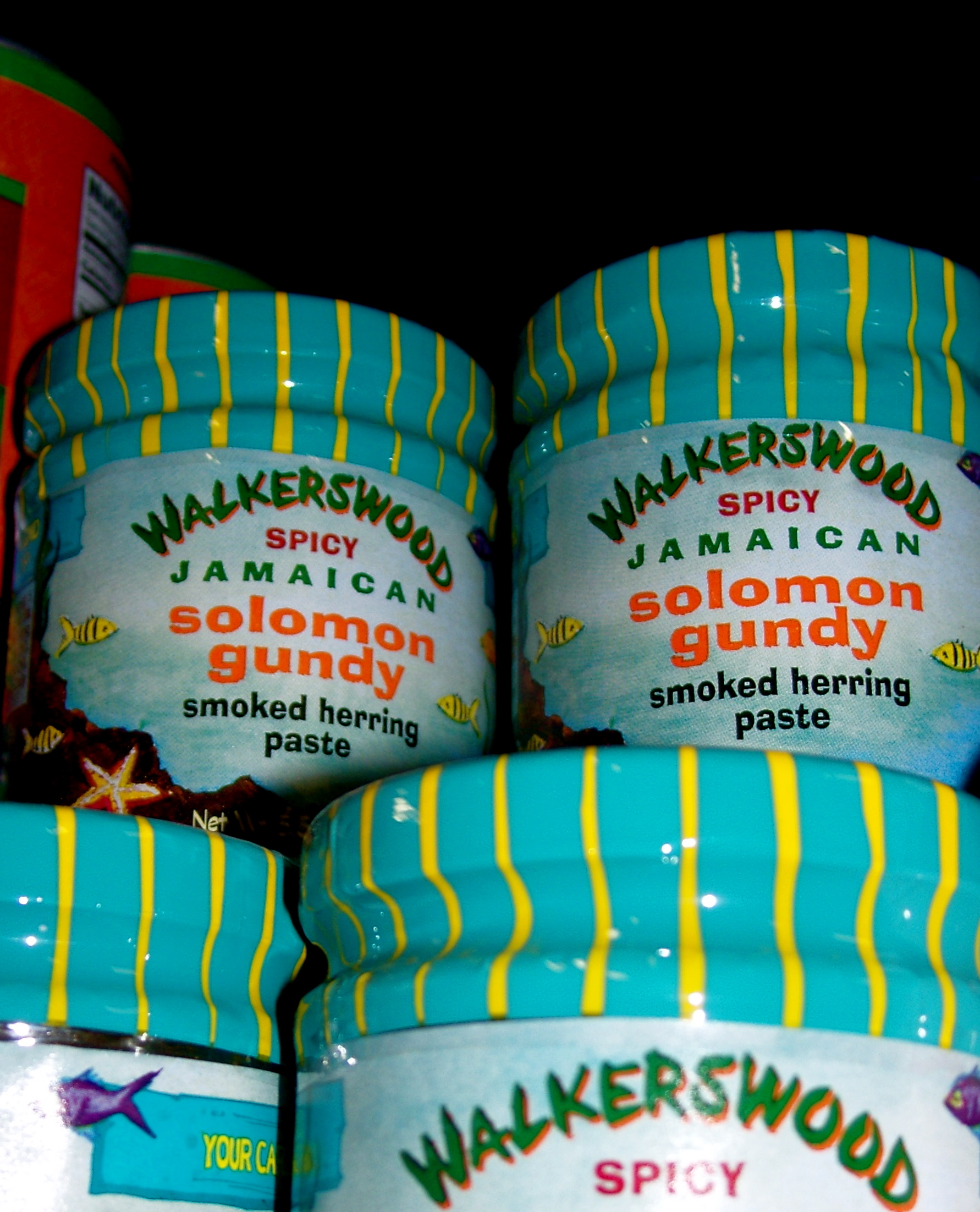
Pasta de arenque ahumado Walkerswood Solomon Gundy.

Solomon Gundy es un paté de pescado encurtido (con sal) normalmente servido con crackers como aperitivo en la cocina jamaicana. Se elabora ahumando arenques (aunque a veces también se usan otros pescados, como la caballa o el sábalo), que se pica y condimenta con guindilla y condimentos. El plato aparece en los menús de restaurantes y centros turísticos jamaicanos. También se vende envasado para su exportación.
El término puede proceder de la palabra inglesa salmagundi, usada para aludir a una ensalada con muchos ingredientes diferentes, originalmente del francés salmigondis, ‘batiburrillo’.
En Nueva Escocia se llama Solomon Gundy al arenque curado servido con cebolla y crema agria sobre crackers.
El nombre Solomon Gundy también es una variante obsoleta de Solomon Grundy, un famoso personaje de canciones infantiles europeas. La relación con el alimento o el encurtido no se conoce, pero la rima fue popular en las escuelas de Jamaica.